# Skip-Bo
Skip-Bo es una versión comercial del juego de cartas Spite and Malice, un derivado de Russian Bank (también conocido como Crapette o Tunj), que a su vez tiene su origen en Double Klondike (también llamado Double Solitaire). En 1967, Minnie Hazel "Skip" Bowman (1915–2001) de Brownfield, Texas, comenzó a producir una edición en caja del juego con el nombre SKIP-BO. En 1980, el juego fue comprado por International Games, que posteriormente fue comprado por Mattel en 1992. Magmic lanzó una versión móvil del juego para iOS en septiembre de 2013. Hay una nueva versión llamada "SKIP-BO Mod" que viene en una caja blanca y azul.

## Estilos de cartas y barajas

Carta Individual

La baraja consta de 162 cartas, doce de cada uno de los números del 1 al 12 y dieciocho comodines "SKIP-BO" que se pueden jugar como cualquier número. Alternativamente, las 162 cartas podrían ser tres barajas regulares de naipes, incluidos los comodines, con as a reina correspondientes del 1 al 12 y los reyes y comodines correspondientes a las cartas SKIP-BO. Antes de 1980, el juego comercial constaba de cuatro barajas de naipes regulares con ocho cartas SKIP-BO que reemplazaban a los dos comodines estándar en cada baraja. Además, los ases, doses y treses del cuarto mazo estaban marcados como SKIP-BO. El resto de la cuarta cubierta se descartó. Las cartas vienen en azul, verde y rojo.

## Jugabilidad
De dos a cuatro personas pueden jugar a la vez de forma individual, o seis o más jugadores en equipos (no más de tres equipos). El objetivo del juego es ser el primer jugador o equipo en jugar toda su(s) pila(s) de reserva. El jugador de mediana edad va primero. A cada jugador se le reparten 30 cartas (se recomiendan 10-15 para un juego más rápido) para su pila con solo la carta superior visible y una mano de cinco cartas, y las cartas restantes se colocan boca abajo para crear una pila común. El área de juego compartida permite hasta cuatro pilas de construcción, que deben comenzar con una carta "1" o un Skip-Bo, y cada jugador también tiene hasta cuatro pilas de descarte personales. En cada turno el jugador activo roba hasta tener cinco cartas en la mano, aunque hay casos de no sacar más cartas para igualar cinco cartas, sino hacer un robo de un determinado número de cartas. Deben jugar la siguiente carta en orden secuencial o una carta Skip-Bo comodín, usando cualquiera de las cartas en la mano, la carta superior de su pila de reserva o la carta superior de cualquiera de sus cuatro pilas de descarte. Si el jugador puede jugar las cinco cartas de su mano, roba cinco más y continúa jugando. Cuando no hay más jugadas disponibles, el jugador descarta una carta a una pila de descarte vacía o encima de una existente y el juego pasa al siguiente jugador. Cuando una pila de construcción llega a 12, se retira del tablero y ese espacio queda vacío para que se inicie otra pila; el juego continúa hasta que un jugador haya jugado su última carta de inicio.

## Puntuación
Para rondas individuales, el que termina primero es el ganador.
Si se van a jugar varios juegos, se puede realizar un seguimiento del número de victorias de cada jugador o se puede utilizar un sistema de puntos.
Para el sistema de puntos, el jugador ganador recibe 25 puntos por ganar más 5 puntos por cada carta en las pilas de reserva de sus oponentes. El primer jugador en llegar a 500 puntos gana.

## Equipos
Otra opción para el juego es emparejar a los jugadores como compañeros. El juego sigue siendo el mismo excepto:
- Cada equipo tiene dos pilas de reserva y dos conjuntos de cuatro pilas de descarte (ocho pilas de descarte en total) independientemente del número de individuos por sociedad.
- El jugador activo puede usar las pilas de existencias y descartes de su compañero además de sus propias pilas de existencias y descartes.
- Los compañeros del jugador activo deben permanecer en silencio.[2]